# Ochi

Ligament suspensor 5. Canalul lui Schlemm 6. Pupilă 7. Camera anterioară 8. Cornee 9. Iris 10. Cristalin cortical 11. Nucleu cristalinian 12. Corpi ciliari 13. Conjunctivă 14. Mușchi oblic inferior 15. Mușchi drept inferior 16. Mușchi drept median 17. Vene și artere retiniene 18. Papilă optică 19. Dura mater 20. Arteră retiniană centrală 21. Venă retiniană centrală 22. Nerv optic 23. Vena vorticoasă 24. Conjunctivă 25. Maculă 26. Fovee 27. Scleră 28. Coroidă 29. Mușchi drept superior 30. Retină

Ochiul este un organ a cărui principală funcție este cea de a detecta lumina. Se compune dintr-un sistem sensibil la schimbările de lumină, capabil să le transforme în impulsuri nervoase.
Ochii compuși se găsesc la artropode (insecte și animale similare) și sunt formați din mai mulți ochi simpli care permit formarea unei vederi panoramice în mozaic.
La majoritatea vertebratelor și câteva moluște, ochiul funcționează prin proiectarea imaginilor pe o retină sensibilă la lumină, de unde se transmite un semnal spre encefal prin intermediul nervului optic. Ochiul are o formă sferică, este umplut cu o substanță transparentă, gelationoasă numită umoare vitroasă, are o lentilă de focalizare numită cristalin și, adeseori, un mușchi numit iris, care reglează cantitatea de lumină care intră.

## Vederea la om
Lumina pătrunde prin partea din față a ochiului printr-o membrană transparentă numită cornee, înconjurată de o zonă numită albul ochiului sau sclerotică. În spatele corneei se găsește irisul, un disc colorat (acesta are un caracter unic pentru fiecare individ). Între cornee și iris există un lichid numit umoare apoasă. Irisul este perforat în centru de un orificiu de culoare neagră, denumit pupilă. Pentru ca ochiul să nu fie deteriorat, atunci când lumina este foarte puternică, pupila se contractă (și prin urmare, se micșorează); iar în caz contrar, atunci când este întuneric, pupila se mărește. În continuare, lumina traversează cristalinul, acesta având funcția de lentilă biconvexă, apoi umoarea sticloasă, în final imaginea fiind proiectată pe o membrană numită retină. Pleoapele și genele au rolul de protecție a ochilor. O membrană subțire transparentă, denumită conjunctivă, căptușește interiorul pleoapelor și o parte din sclerotică.

### Culoarea ochilor
Conform unor cercetări, se presupune că toate persoanele cu ochi albaștri se trag dintr-un strămoș comun, care a suferit o mutație genetică în gena HERC2⁠(d).

### Formarea imaginii
În cazul ochiului emetrop (vederea normală), imaginea se formează pe retină. Pentru ca razele de lumină să se poată focaliza, acestea trebuie să se refracte. Cantitatea de refracție depinde în mod direct de distanța de la care este văzut obiectul. Un obiect situat la o distanță mai mare necesită mai puțină refracție decât unul situat la o distanță mai mică. Cel mai mare procentaj din procesul de refracție are loc în cornee, restul refracției necesare având loc în cristalin.
Lumina trece prin mediile transparente (cornee, umoare apoasă, umoare sticloasă și cristalin) si formează o imagine răsturnată pe retină. Pe retină, celulele specializate transformă imaginea în impulsuri nervoase. Acestea ajung prin nervul optic până la regiunea posterioară a creierului. Acesta din urmă interpretează semnalele printr-un mecanism complex care implică milioane de neuroni.
Razele de lumină suferă la nivelul ochiului o refracție triplă:
1. razele de lumină își schimbă direcția;
2. o refracție are loc la nivelul corneei și câte una pe fiecare față a cristalinului;
3. imaginea se formează pe retină, pe pata galbenă și este reală, mai mică și răsturnată.

### Defecte de vedere
Orice deviere de la starea emetropă(vederea normală) reprezintă un defect de vedere. Cele mai des întâlnite defecte de vedere ale ochiului uman sunt:

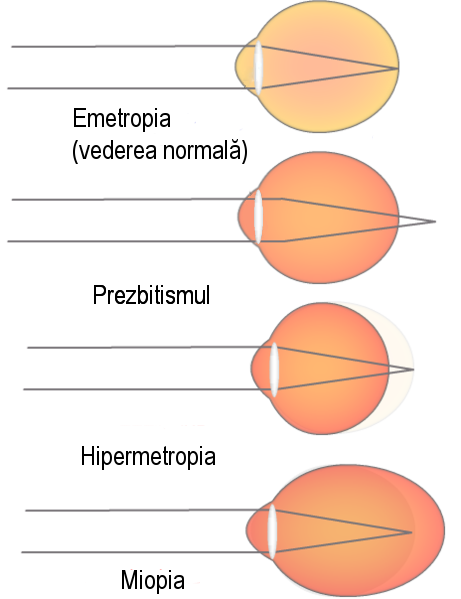
Diferențele dintre defectele principale de vedere

- Miopia este cel mai des întâlnit defect de vedere, aceasta având un caracter patologic(apare la naștere) și ia loc atunci când globul ocular al ochiului miop este mai mare decât cel al ochiului normal, imaginea formându-se în fața retinei. Miopia este corectată cu ajutorul lentilelor divergente.
- Hipermetropia este de asemenea un defect patologic, aceasta însă luând loc mai rar decât miopia. Globul ocular al ochiului hipermetrop este mai mic decât cel al ochiului normal, în consecință imaginea formându-se în spatele retinei. Hipermetropia este corectata cu ajutorul lentilelor convergente.
- Prezbitismul este un defect de vedere care apare de obicei la bătrânețe, acesta comportându-se în același mod precum hipermetropia, acesta fiind cauzat de atrofierea elasticității cristalinului. Prezbitismul este tratat cu ajutorul unei lentile convergente.
- Strabismul are drept cauză slăbirea unuia dintre mușchii externi ai globului ocular, acesta fiind corectat prin exerciții de întărire a musculaturii ciliare.
- Cataracta apare cel mai frecvent, la persoanele cu o vârstă înaintată, aceasta fiind cauzată de pierderea treptată a transparenței(opacifierea) cristalinului. În cazul cataractei congenitale, aceasta este corectată prin secționarea unei porțiuni a irisului și a capsulei cristaliniene ori prin extragerea cristalinului și înlocuirea acestuia cu un cristalin artificial reprezentat de către o lentilă biconvexă.
- Astigmatismul este o boală oftalmologică manifestată printr-o deformare a corneei care atrage după sine o refracție defectuoasă a razei de lumină în globul ocular. În cazul astigmatismului, razele de incidenta de lumină albă ce sosesc la ochi sub formă de raze paralele vor suferi un proces intens și inegal de refracție, și prin urmare, cu cât această refracție diferențiată va fi mai mare, cu atât astigmatismul va fi considerat mai grav.
- Alcătuirea ochiului : ● tunica externă: -sclerotica „albul ochiului”, alb sidefie,  fibroasă                                                                       -cornea transparentă: situată anterior, bombată, transparentă ☆                                 ● tunica medie:                     -coroida (rol de hrănire)                                            -corpul ciliar(produce umoarea apoasă)               -irisul: „floarea ochiului”, cu orificiul pupila             ☆                                 ● tunica internă:                   -retina: conține celulele fotosensibile (celule cu con, celule cu bastonaș)
- Pe retină se găsesc: ● pata galbenă (zona de maximă acuitate vizuală) -locul unde diametrul ochiului atinge retina (conține celule cu con)                                                   ☆                                  ● pata albă-locul unde nervul văzului părăsește retina (nu conține celule fotosensibile)
- Glaucomul
- Dezlipire de retină
- Retinopatia diabetică
- Retinopatia hipertensivă
- Conjunctivita
- Keratopatia
- Daltonism

### Axe
Ochii vertebratelor și ai unei serii de moluște au două axe importante: axa optică și axa vizuală:
- Axa optică reprezintă axa de simetrie a elementelor optice care participă la formarea imaginii pe retină. Zona de pe retină aflată la intersecția cu axa optică este locul unde aberațiile optice sunt minime, deci rezoluția imaginii proiectate este optimă.
- Axa vizuală este determinată de centrul optic al sistemului de proiecție optică (cornee și cristalin) și de locul de pe retină care asigură cea mai bună definiție a imaginii (fovea centralis).

Pentru o vedere optimă aceste două axe ar trebui să coincidă, pentru a suprapune imaginea cea mai clară peste zona de pe retină cea mai aptă să o detecteze. Totuși nu se cunosc specii la care această coincidență să aibă loc. De exemplu la om unghiul dintre cele două axe este de aproximativ 5°, cu axa optică deplasată în direcție nazală față de fovea centralis. La alte specii deplasarea poate fi în direcție nazală sau temporală. Nu se cunoaște motivul pentru care această deviație a rămas necorectată de-a lungul procesului evolutiv.
La vertebrate există o a treia axă, determinată de poziția nervului optic, care creează pe retină o zonă incapabilă să recepteze lumina, numită pata oarbă. La om pata oarbă se situează la aproximativ 15° de la fovea centralis în direcție nazală și ocupă aproximativ 6° din câmpul vizual. Ochii cefalopodelor nu au o pată oarbă, deoarece nervii se conectează la retină prin spatele acesteia.